# Norra Åsums landskommun
Norra Åsums landskommun var tidigare en kommun i dåvarande Kristianstads län.

## Administrativ historik
Kommunen bildades i Åsums socken i Gärds härad i Skåne när 1862 års kommunalförordningar trädde i kraft. Namnet var före 1 januari 1886 Åsums landskommun (bytet beslutat 17 april 1885).
I kommunen inrättades 4 november 1887 Vilans municipalsamhälle.
1941 uppgick kommunen i Kristianstads stad varvid municipalsamhället upplöstes. 1971 ombildades staden till Kristianstads kommun.